# Німецька митрополія (Костянтинопольська православна церква)
Німецька митрополія Костянтинопольської православної церкви — адміністративно-територіальна одиниця Костянтинопольської православної церкви на території Німеччини з центром у місті Бонн. Митрополія має понад 70 парафій зі 150 культовими спорудами. Прихожанами є понад 450 тисяч мешканців Німеччини (греки, румуни, українці).

## Історія

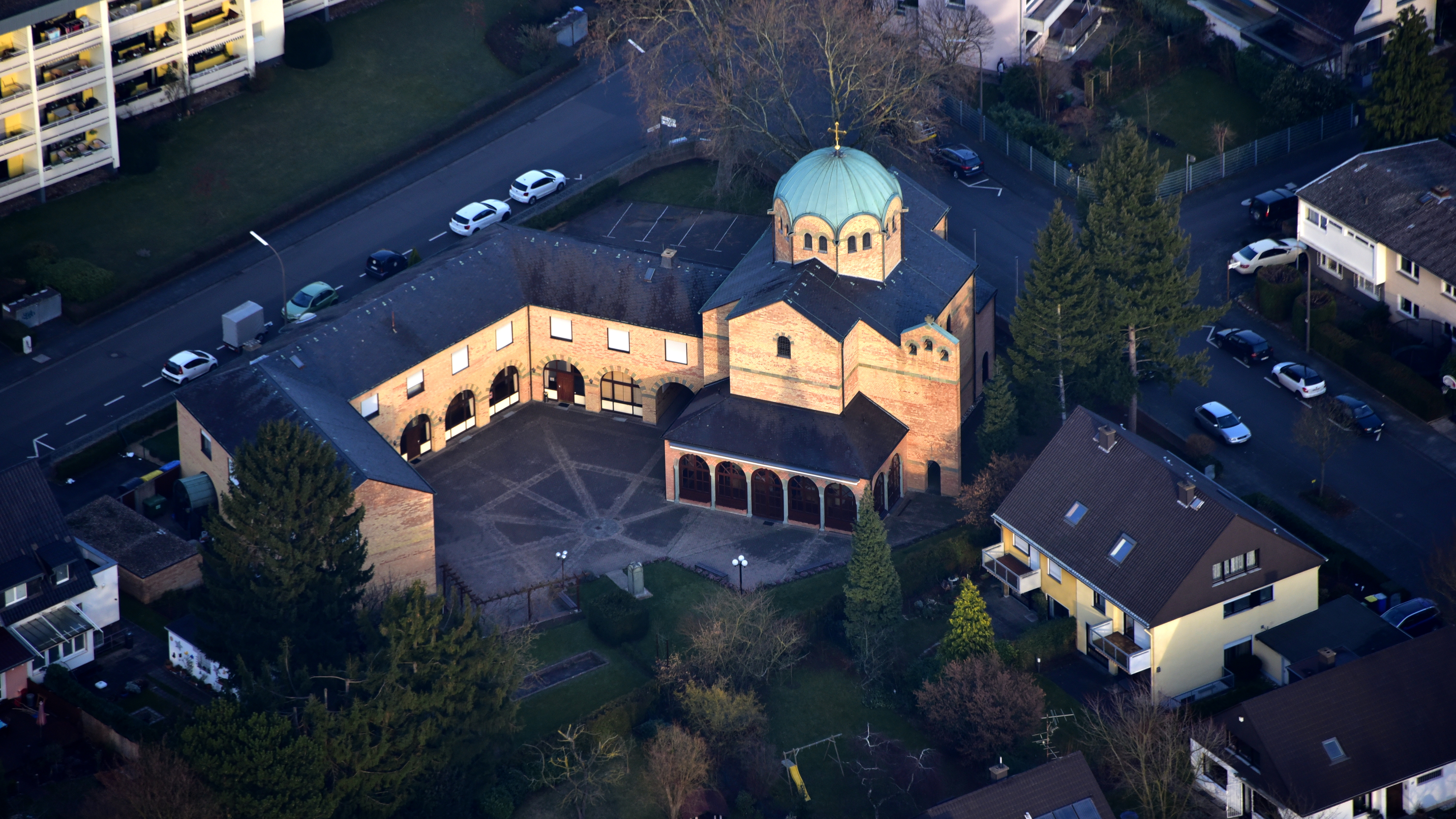
Собор святої Трійці у Бонні

Ще в 1700 році церковні служби проводилися в Грецькому домі у Лейпцизі. Православні церковні громади існували в Німеччині в 19 столітті. До 1960-х років вірними опікувалась Фіатірська і Великобританська архієпархія у Лондоні.
5 лютого 1963 в ході реорганізації церковних громад грецької діаспори була заснована окрема митрополія для Німеччини. З серпня 1969 року православна митрополія Німеччини також є Екзархатом Центральної Європи. 20 грудня 1972 року була прийнята її конституція. Офіційна участь митрополита в Робочій групі християнських церков у Німеччині розпочалася з повноправним членством 8 листопада 1973 р. 29 жовтня 1974 року метрополія була вперше визнана корпорацією публічного права землею Північний Рейн-Вестфалія, після чого відбулося подальше визнання для всіх старих федеральних земель до 1981 року.
На початку 1978 року столичний центр був завершений митрополичий Собор святої Трійці у Бонн, який і сьогодні є резиденцією метрополії.

### Митрополити
Митрополити:
- 1964—1968: Поліект (Фінфініс)
- 1969—1971: Яків (Цанаваріс)
- 1971—1980: Іриней (Галанакіс)
- 1980–0000: Августинус (Ламбардакіс)

Вікарні митрополити
- Василь (Ціопанас)
- Євменій (Таміолакіс)
- Варфоломій (Кесідіс)
- Емануїл (Сфіаткос), з 23 червня 2020.[1]
- Амброзій (Куцуридіс), з 19 травня 2021.[2]

## Журнали
- Жовтень 1967 — червень 1968: щомісячний журнал Phylax (= Guardian)
- Квітень 1972 — кінець 1979: Orthodoxos Metanastis (= православний мігрант)
- з 1981 року — щоквартальний журнал під назвою «Orthodoxe Parousia» (= Православне сьогодення)

## Сайт
- Сайт Німецької митрополії Костянтинопольської православної церкви